# Victor Onana
Victor Onana, né le 07 mai 1974 à Okola au cameroun est un réalisateur et monteur camerounais.

## Biographie

### Enfance et Débuts
Victor Onana né le 07 mai 1974 à Okala au Cameroun est marié et père d'un enfant, il est monteur de formation et a réalisé plusieurs clips vidéos, spots publicitaires, émissions et séries télévisuelles, films documentaires et de fictions.

## Carrière
Victor Onana réalise en 2007 son premier long métrage de fiction qui lui a peremis de remporter le prix du meilleur scénario(Trophée du Python à Tete Noire) au festival international de film de Ouidah(Bénin), Quintessence 2008.

## Filmographie

### Sélective
- Aide tes parents, de prince Dubois ONANA, 26', DV, documentaire réalisé en 2004.
- Femme d'Afrique, de prince Dubois ONANA, 87' HDV, fiction réalisé en 2007.
- Avis de décès 07 minutes, année:2011.

### Longs Métrages
- Sentence criminelle, 2007, en français: Prince Dubois est lié à ce film en tant que réalisateur[3],[4]

### Courts métrages
- Notre mouton bien aimé, 2014: Prince Dubois est lié à ce film en tant que réalisateur[5].